# Pteraulacodes karooensis
Pteraulacodes karooensis är en tvåvingeart som beskrevs av Hesse 1956. Pteraulacodes karooensis ingår i släktet Pteraulacodes och familjen svävflugor. Inga underarter finns listade i Catalogue of Life.